# کوکوپیت
کوکوپیت نوعی بستر کشت گیاه است که با استفاده از الیاف پوش‌برگ میوهٔ نارگیل تهیه می‌شود. کوکوپیت معمولاً به‌صورت فشرده به بازار عرضه می‌شود و مصرف‌کنندهٔ نهایی با افزودن آب به این الیاف فشرده آن‌ها را برای استفاده آماده می‌کند. بعد از افزودن آب، هر ۱ کیلوگرم کوکوپیت فشرده می‌تواند به ۱۵ لیتر کوکوپیت مرطوب تبدیل شود.

## اجزاء کوکوپیت
کوکوپیت از سه بخش تشکیل شده‌است که ممکن است در بافت‌های مختلف هر سه یا یکی از بخش‌ها وجود داشته باشد.
پیت (Peat): به دانه‌های ریز با ابعاد ۱ تا ۵ میلی‌متر گفته می‌شود و به رنگ قهوه‌ای تیره است. 
الیاف (Coir): به الیاف نخ مانند با ضخامتی بسیار کم و با طول متغیر در بافت‌های مختلف گفته می‌شود.
چیبس (Chips): به ذرات به‌هم چسبیدهٔ پیت و الیاف به اندازهٔ چیبس خوراکی گفته می‌شود.

## موارد مصرف
کوکوپیت را می‌توان در کشت‌هایی استفاده کرد که از خاک استفاده نشود.
1. کشت بدون خاک گل‌های شاخه‌بریده مانند رز
2. در صنعت نشا کاری
3. در تولیدات کشاورزی هیدروپونیک (بدون خاک)
4. کشت بافت

## در ایران
در سال‌های اخیر استفاده از کوکوپیت در ایران رشد روزافزونی داشته و عمده دلایل استفاده از کوکوپیت شامل موارد زیر است:
1. شوری بیش از حد خاک‌های این کشور (یکی از معضل‌های که استفاده‌کنندگان با کوکوپیت دارا هستند شوری آن است)
2. مشکل کم‌آبی ایران که کوکوپیت نگه‌دارندهٔ آب توانمندی است.
3. عاری از بیماری‌های خاکزی و آفات است. ( خاک‌های ایران به دلیل دارا بودن حجم زیاد بیماری و آفت باعث خشکی گیاه یا حتی سبز نشدن بذر می‌گردد)
4. استفاده از آن نسبت به باقی بسترهای کشت موجود در دنیا قیمت ارزان‌تری دارد.
5. بافت آلی دارد و در طبیعت به سرعت تجزیه می‌شود و آلودگی برای محیط زیست ندارد.[نیازمند منبع]

## انواع کوکوپیت
نوع کوکوپیت بستگی به درصد اجزای آن دارد اما به‌طور کلی در ایران سه نوع آن مورد توجه قرار گرفته‌است:
۱. بافت فاین: شامل ۸۵٪ پیت و ۱۵٪ الیاف با اندازهٔ حداکثر ۴ سانتی‌متر است.
۲. بافت مدیوم: شامل ۸۰–۸۵٪ پیت و همچنین ۱۵–۲۰٪ الیاف با اندازهٔ حداکثر ۱۵ سانتی‌متر است.
۳. کوکوچیپس: شامل حدود ۳۰٪ پیت و ۳۰–۶۰٪ چیپس و مابقی الیاف با ابعاد متغیر است.